# Kodenavn: Coq Rouge
Kodenavn: Coq Rouge er en svensk thrillerfilm fra 1989 instrueret af Per Berglund. Den er baseret på Jan Guillous roman Coq Rouge fra 1986, som er det første bind i serien om Carl Hamilton. Filmen har blandt andre Stellan Skarsgård og Krister Henriksson i hovedrollerne.

## Handling
Det hemmelige svenske politis mellemøstenchef bliver dræbt. I Stockholm angribes PLOs hovedkvarter af israelske højreekstremister. En svensk CIA-uddannet agent bliver sat ind på sagen.

## Medvirkende (i udvalg)
- Stellan Skarsgård som Carl Hamilton
- Lena T. Hansson som Eva Hamilton
- Gustaf Skarsgård som Erik
- Krister Henriksson som Fristedt
- Philip Zandén som Appeltoft
- Bengt Eklund som D.G.
- Lennart Hjulström som Henrik P. Näslund
- Lars Green som Erik Ponti
- Roland Hedlund som Folkesson
- Harald Hamrell som Johansson